# Bruno Schilling
Bruno Schilling (* 20. Mai 1798 in Freiberg; † 28. November 1871 in Leipzig) war ein deutscher Rechtswissenschaftler.
Schilling war der Sohn des Hauptmanns Friedrich Gustav Schilling, einem beliebten Unterhaltungsschriftsteller. Damit er eine Universitätslaufbahn einschlagen sollte, ging er in Freiberg zur Schule. 1815 begann er ein Studium der Rechtswissenschaften in Leipzig, dass er 1819 abschloss und als Baccalaureus fortsetzte und Vorlesungen gab. 1825 wurde er mit der Arbeit „De Origine Iurisdictionis Ecclesiasticae In Causis Civilibus“ promoviert. Von 1828 an bis 1871 war er außerordentlicher Professor an der Universität Leipzig. Er war Spezialist für Kirchen- und Lehnrecht. Bekannt wurde er für seine Mitübersetzung des „corpus iuris civilis“ in das Deutsche. Das Werk gilt bis heute teilweise als maßgebliche Übersetzung. Der Reichsoberhandelsgerichtsrat Lothar Schilling war sein Sohn.

## Schriften
- Examen doctrinae iuris feudalis circa feudi genesin propositae, (Antrittsrede), Leipzig 1829.
- (mit Carl Eduard Otto, Carl Friedrich Ferdinand Sintenis): Das Corpus Juris Civilis: In's Deutsche übersetzt, Leipzig 1831–1839
  - Bde. 1–4: Corpus Iuris Civilis, Institutionen, Digesten,  1831–1839 Bd. 2 bei Google Bd. 3 bei Google
  - Bde. 5–6: Codex 1832 Bd. 5 bei Google Bd. 6 bei google
  - Bd. 7: Novellae & Libri Feudorum, 1833
- (mit Sintenis): Das Corpus Juris Canonici in seinen wichtigsten und anwendbarsten Theilen: in's Deutsche übersetzt und systematisch zusammengestellt, Leipzig 1834–37.
- Pandekten-Recht für Studirende, Berlin 1844 (Google-books).
- Der Kirchenbann nach canonischen Rechte: in seiner Entstehung und allmäligen Entwickelung, Leipzig 1859 (Google-books).

## Belege
1. ↑  Christian Daniel Beck: Allgemeines Repertorium der neuesten in- und ausländischen Literatur für 1825, Band 1, S. 392f.

| Personendaten    | Personendaten                                       |
| ---------------- | --------------------------------------------------- |
| NAME             | Schilling, Bruno                                    |
| KURZBESCHREIBUNG | deutscher Rechtswissenschaftler und Hochschullehrer |
| GEBURTSDATUM     | 20. Mai 1798                                        |
| GEBURTSORT       | Freiberg                                            |
| STERBEDATUM      | 28. November 1871                                   |
| STERBEORT        | Leipzig                                             |